# Divinefire
A Divinefire egy keresztény szimfonikus power metal együttes, amit Jani Stefanovic finn gitáros és Christian Liljegren svéd énekes alapítottak 2004 tavaszán. Liljegren a Narnia frontembere is.
A csoport a japán King Records-hoz írt alá. Első albuma, a Glory Thy Name 2004. december 18-án jelent meg. Az albumot a nyugati országokban egy hónappal ezután a Rivel Records, Christian Liljegren kiadója jelentette meg.
A stílusuk a power metalt dallamos és agresszív elemekkel is vegyíti.
Albumaikon sok különleges vendégzenész is szerepelt, mint például Carl Johan Grimmark (Narnia) és Eric Clayton (Saviour Machine).

## Az együttes tagjai

### Jelenlegi tagok
- Jani Stefanovic – dobprogramok, gitár, billentyűs hangszerek
- Christian Liljegren – ének
- Germán Pasqual (Narnia) - ének

### Korábbi tagok
- Torbjörn Weinesjö – gitár
- Andreas Olsson – vokál, basszusgitár

### Vendégzenészek
- Pontus Norgren (Talisman, Great King Rat)
- Thomas Vikström (Brazen Abbot, Candlemass)
- Fredrik Sjöholm (Veni Domine)
- Carl Johan Grimmark (Narnia)
- Eric Clayton (Saviour Machine)
- Hubertus Liljegren (Crimson Moonlight)

## Diszkográfia
Stúdióalbumok
- Glory Thy Name (2004)
- Hero (2005)
- Into a New Dimension (2006)
- Farewell (2008)
- Eye of the Storm (2011)

## Fordítás
Ez a szócikk részben vagy egészben a  Divinefire című angol Wikipédia-szócikk fordításán alapul.  Az eredeti cikk szerkesztőit annak laptörténete sorolja fel. Ez a jelzés csupán a megfogalmazás eredetét és a szerzői jogokat jelzi, nem szolgál a cikkben szereplő információk forrásmegjelöléseként.